# J. B. Hutto
Joseph Benjamin Hutto (26 de abril de 1926 - 12 de junio de 1983) fue un cantante y músico de blues estadounidense. Fue influenciado por Elmore James y se hizo conocido por su forma de tocar la guitarra slide y su estilo declamatorio de canto. Fue incluido en el Salón de la Fama del Blues dos años después de su muerte.

## Vida y carrera
Joseph Benjamin Hutto nació en Blackville, Carolina del Sur, el quinto de siete hijos. Su familia se mudó a Augusta, Georgia, cuando tenía tres años. Su padre, Calvin, era predicador. Joseph y sus tres hermanos y tres hermanas formaron un grupo evangélico, las Golden Crowns, cantando en las iglesias locales. Calvin Hutto murió en 1949 y la familia se mudó a Chicago.
Hutto sirvió como recluta en la Guerra de Corea a principios de la década de 1950, conduciendo camiones en zonas de combate.
En Chicago, Hutto tocó la batería con Johnny Ferguson y sus Twisters. También tocó el piano antes de decidirse por la guitarra y actuar en las calles con el percusionista Eddie "Porkchop" Hines. Después agregaron a Joe Custom en la segunda guitarra y comenzaron a tocar en clubes. El armónica Earring George Mayweather se unió después. Hutto nombró a su banda The Hawks, por el viento que sopla en Chicago. De una sesión de grabación en 1954 resultó el lanzamiento de dos sencillos en Chance Records. Una segunda sesión más tarde ese mismo año, con la banda complementada por el pianista Johnny Jones, produjo un tercer sencillo.
Más tarde, en la década de 1950, Hutto se desilusionó con su carrera y la abandonó después de que una mujer rompiera su guitarra sobre la cabeza de su marido una noche en un club donde él tocaba. Durante los siguientes once años trabajó como conserje en una funeraria para complementar sus ingresos. Regresó a la industria de la música a mediados de la década de 1960, con una nueva versión de los Hawks con Herman Hassell en el bajo y Frank Kirkland en la batería.  Su carrera discográfica se reanudó con una sesión para Vanguard Records, lanzada en el álbum recopilatorio Chicago / The Blues / Today! Vol. 1, seguido de álbumes de Testament y Delmark. El álbum de 1968 de Delmark Hawk Squat, que incluía a Sunnyland Slim al órgano y piano, Lee Jackson a la guitarra, y Maurice McIntyre al saxofón tenor, está considerado como el mejor álbum de Hutto hasta ese momento.
Después de la muerte de Hound Dog Taylor en 1975, Hutto se hizo cargo de la banda de Taylor, House Rockers, por un tiempo. A fines de la década de 1970, se mudó a Boston y reclutó una nueva banda, los New Hawks, con quienes grabó álbumes de estudio para el sello Varrick. Su álbum de 1983, Slippin '& Slidin', el último de su carrera y luego reeditado en CD como Rock with Me Tonight, ha sido descrito como "casi perfecto".

## Muerte y legado
A principios de la década de 1980, Hutto regresó a Illinois, donde le diagnosticaron cáncer carcinoide. Murió en 1983, a la edad de 57 años, en Harvey. Fue enterrado en el cementerio de Restvale, en Alsip, Illinois.
En 1985, la Blues Foundation incorporó a Hutto a su Salón de la Fama. Su sobrino, Lil 'Ed Williams (de Lil' Ed and the Blues Imperials) ha continuado con su legado, tocando y cantando en un estilo cercano al de su tío.
Una guitarra Montgomery Ward Res-O-Glas Airline roja de mediados de la década de 1960 se conoce a menudo como modelo JB Hutto. Hutto no era un patrocinador pagado, pero hizo famosa la guitarra al aparecer con ella en la portada de su álbum Slidewinder. Jack White más tarde se hizo conocido por usar la guitarra y el modelo está hoy más asociado con él, aunque conserva el nombre de Hutto.

## Discografía

### Singles
- "Combination Boogie" / "Now She’s Gone", J. B. and His Hawks (Chance Records; CH-1155), 1954
- "Lovin' You" / "Pet Cream Man", J. B. and His Hawks (Chance Records; CH-1160), 1954
- "Dim Lights" / "Things Are So Slow", J. B. Hutto and His Hawks (Chance Records; CH-1165), 1954

### Álbumes
Hawk Squat
- Chicago / The Blues / ¡Hoy! Vol. 1 ( Vanguard, 1966, solo cinco pistas, resto de Junior Wells y Otis Spann )
- Masters of Modern Blues ( Testamento, 1967)
- Hawk Squat ( Delmark, 1968)
- Slidewinder (Delmark, 1973)
- Slideslinger ( Negro y azul, 1982)
- Slippin '& Slidin' (Varrick, 1983) - Reeditado en CD como Rock With Me Tonight (Bullseye Blues & Jazz, 1999)
- Bluesmaster ( JSP, 1985)
- JB Hutto and The Houserockers Live 1977 (Wolf, 1991)[13]